# Dietrich Fischer-Dieskau
Dietrich Fischer-Dieskau (Berlín, 28 de maig de 1925 - Berg, Alta Baviera, Alemanya, 18 de maig de 2012) fou un baríton, director d'orquestra i musicòleg alemany.
Va ser un dels millors cantants de lieder de la seua generació, si no de tot el segle xx. Era molt admirat per les qualitats tonals i matisos de color en la seua veu. Ha interpretat molts papers operístics. El seu repertori era extremadament ampli, cobrint totes les èpoques i gèneres.

## Primers anys
Fischer-Dieskau va nàixer al barri berlinès de Zehlendorf, fill d'Albert i Dora. Va començar a cantar sent un infant, rebent classes de piano a partir dels nou anys, i de cant, des dels setze. L'any 1942 va prosseguir els seus estudis vocals en la "Hochschule für Musik" de Berlín amb Hermann Weissenborn, qui va veure en ell un artista de veu i intel·ligència poc comunes.
El seu primer recital públic, a Berlín el 1943, va ser interromput per un bombardeig de la RAF. Aquest mateix any, acabats els seus estudis de secundària i després d'un semestre al Conservatori de Berlín, va ser cridat a files, incorporant-se a la Wehrmacht. Va ser capturat pels nord-americans al Nord d'Itàlia l'any 1945 i va passar dos anys com presoner de guerra. Al camp de presoners, va aprendre moltes obres, incloses Dichterliebe (Amor de poeta) de Schumann i Die Schöne Müllerin (La bella molinera) de Schubert, cantant-les en nombroses ocasions als soldats alemanys que enyoraven la seva llar.

## Carrera com a cantant
L'any 1947, va tornar a Alemanya, on va començar la seua carrera professional cantant el Rèquiem alemany de Brahms sense haver-lo assajat, perquè va ser el substitut d'últim moment per a un cantant que es trobava malalt. A la tardor d'aquell mateix any va fer el seu primer recital de lieder a Leipzig, i aviat va donar el seu reeixit primer concert en el Titania-Palast de Berlín.

### Òpera
A la tardor de 1948, Fischer-Dieskau va ser contractat com el principal baríton líric en l'Òpera Estatal de Berlín, debutant com Posa en el Don Carlos de Verdi sota la direcció de Ferenc Fricsay. Posteriorment, va aparèixer com a invitat en les òperes de Viena i Múnic. Després de 1949 va realitzar gira de concerts per Anglaterra, els Països Baixos, Suïssa, França i Itàlia. Va aparèixer regularment en el Festival de Bayreuth entre 1954 i 1961 i en el Festival de Salzburg des de 1956 fins a principis de la dècada de 1970.
Com a cantant d'òpera, va actuar principalment a Berlín i en l'Òpera Estatal de Baviera a Múnic. També va aparèixer com a invitat de l'Òpera Estatal de Viena, en la Royal Opera House; Covent Garden de Londres, on va debutar el 1965 amb el paper de Mandryka en Arabella, de Richard Strauss; en l'Òpera Estatal d'Hamburg, al Japó, i en el King's Theatre d'Edimburg durant el Festival d'Edimburg. La seua primera gira de concerts pels Estats Units d'Amèrica va ser l'any 1953.
Dins de l'ampli repertori que va conrear, cal destacar:
- De Mozart: Don Giovanni i Almaviva en Le nozze de Figaro (Les noces de Fígaro). Va interpretar Don Giovanni el 1953 en l'Òpera estatal de Berlín; la va enregistrar amb Fricsay a Berlín, 1958 i amb Karl Böhm a Praga en 1967. No va interpretar a l'escenari a Papageno, de Die Zauberflöte (La flauta màgica), pel fet que, segons ell mateix diu, era massa alt (1,93 m) per a poder interpretar-lo convincentment, però sí que va enregistrar el paper per al disc, amb Fricsay a mitjans de 1950 i amb Böhm a mitjan anys seixanta.
- De Verdi: Macbeth, Iago en Otello, Rigoletto, Rodrigo en Don Carlos i Falstaff.
- Les seues interpretacions més destacades de Richard Wagner són Wolfram en Tannhäuser, produït per Wieland Wagner en el seu debut en Bayreuth i, més tard, Hans Sachs en Els mestres cantors de Nuremberg, paper de baríton-baix, que en principi considerava inadequat per a ell, però que va acabar interpretant l'any 1976 en l'Òpera Alemanya de Berlín, amb Eugen Jochum dirigint. A més, ha interpretat a Kurwenal en Tristan und Isolde, Telramund en Lohengrin, Wotan en Das Rheingold, Gunther en Götterdämmerung i Amfortas en Parsifal.
- En l'única òpera de Beethoven, Fidelio, va interpretar el paper Don Pizarro i Don Fernando.
- Richard Strauss: Jochanaan en Salomé, Mandryka en Arabella, que és un dels papers amb què va tenir més èxit, i a Barak en Die Frau ohne Schatten La dona sense ombra.
- Alban Berg: Wozzeck i Dr. Schön en Lulú.
- Ferruccio Busoni: Doktor Faust.
- Hans Pfitzner: Borromeo en Palestrina.
- Paul Hindemith: Mathis der Maler.

### Lieder
El seu primer enregistrament es va produir l'any 1949: Vier ernste Gesänge (Quatre cants seriosos), op. 121 de Brahms. Un dels seus primers discos va ser un recital d'Hugo Wolf amb una selecció de l'Italianisches Liederbuch (Llibre de cançons italià).
L'any 1951, va debutar en el Festival de Salzburg amb Lieder eines fahrenden Gesellen (Cançons del camarada errant), de Mahler, sota la direcció de Wilhelm Furtwängler. Fischer-Dieskau ha interpretat a Mahler de la mà de directors com Bruno Walter, Leonard Bernstein, Daniel Barenboim i Karl Böhm. Aquest mateix any va enregistrar dues cantates de Bach per a Arxiv Produktion, amb l'especialista en música barroca, l'alemany Karl Ristenpart.
Aleshores va començar la seua relació artística amb el pianista Gerald Moore. Al llarg de vint anys van oferir nombrosos recitals de lieder, i van enregistrar molts discos, començant, en els estudis EMI de Londres, amb Die Schöne Müllerin (La bella molinera). Moore es va retirar l'any 1967, però va deixar el seu retir per al projecte més ambiciós de la parella artística: enregistrar tots els lieder de Schubert per a veu masculina; aquesta integral va quedar conclosa l'any 1970. Són molt apreciats els seus enregistraments de Die Schöne Müllerin i Winterreise (Viatge d'hivern). Afirma el cantant que les cançons de Schubert, 
| « | ...estan plenes de color i possibilitats: gires entorn d'elles i t'aproximes al centre, però mai no ho aconsegueixes. Schubert proporciona la perfecta unió de text i música. | » |

Va fer el seu primer recital nord-americà de lieder en el Carnegie Hall de Nova York l'any 1964.
El 20 de febrer de 1967, Fischer-Dieskau, junt amb les sopranos Elisabeth Schwarzkopf i Victòria dels Àngels van participar en una gala de comiat a Gerald Moore, amb ocasió del seu retir, en el Royal Festival Hall de Londres. D'aquesta jornada queda un enregistrament antològic de lieder, si bé és cèlebre pel Duetto buffo di due gatti, atribuït a Rossini, que interpreten a duo Schwarzkopf i dels Àngels.
L'any 1965 va cantar el seu primer recital acompanyat pel pianista Sviatoslav Richter. El pianista austríac Jörg Demus el va acompanyar en els seus enregistraments per a Deutsche Grammophon (DG) de la dècada dels anys 1960, dels que destaca Winterreise de Schubert i Dichterliebe (Amor de poeta) de Schumann, de l'any 1965, que ja havia enregistrat l'any 1957. En els anys 1970 i anys 1980 va gravar amb Barenboim enregistraments antològics de lieder de Schumann, Brahms, Wolf i Liszt. Amb aquest músic va fer una gira per Israel, fou aquella la primera visita a aquest país d'un solista alemany.

### Música contemporània
Fischer-Dieskau va interpretar igualment moltes obres de música contemporània, incloent obres d'Othmar Schoeck, Benjamin Britten, Samuel Barber, Hans Werner Henze, Ernst Krenek, Witold Lutoslawski, Siegfried Matthus, Winfried Zillig i Gottfried Von Einem.
Així, per al seu primer concert a Londres, en 1951, va escollir A mass of Life (missa de la vida), de Frederick Delius, dirigit per sir Thomas Beecham.
El 1962 va estrenar el War Requiem (Rèquiem de Guerra), de Britten, a la catedral de Coventry. Era una manifestació contra qualsevol tipus de conflicte bèl·lic, i com a símbol de reconciliació en plena guerra freda, va reunir un baríton alemany, Fischer-Dieskau, un tenor anglès, Peter Pears, i una soprano rusa, Galina Vixnévskaia, que no va poder ser a l'estrena però sí en l'enregistrament.
L'any 1978 va estrenar el Lear d'Aribert Reimann.

## Retirada i activitat posterior
Fischer-Dieskau es va retirar de les sales de concerts en 1992, optant per acomiadar-se sense una gala final. Va cantar els seus últims recitals de lieder a Berlín i Londres, i va aparèixer per última vegada com a cantant d'òpera a la gala de l'Òpera de Múnic, interpretant a Falstaff.
Una vegada retirat, va aprofundir en una sèrie d'activitats que ja havia començat amb anterioritat. Així, es va dedicar a la direcció d'orquestra, tot i que el seu primer enregistrament com a director, les Simfonies núm. 5 i núm. 8 de Schubert, datava de 1973. Des de 1983 va ser professor, a Berlín, especialitzant-se en l'ensenyament de lieder; entre els seus alumnes cal esmentar a Matthias Goerne. També es va dedicar a la pintura i a l'escriptura. Participà com a recitador i narrador en obres de Schumann o Schönberg.
En una enquesta de "Cantants destacats del segle", efectuada l'any 1999 per la revista britànica Classic CD, Fischer-Dieskau va ser considerat el segon, després de Jussi Björling.
| « | No hi ha dicotomia. L'intel·lecte i l'emoció es fonen; aquesta és la marca distintiva de la cultura europea civilitzada que Fischer-Dieskau ha representat tan bé al llarg de la seua dilatada carrera. | » |

Fou membre honorari de la Robert Schumann Society, el 1998 va rebre el Brahmspreis, el 2002 el Praemium Imperiale de la Japan Art Association i l'any 2005 el Polar Music Prize.
Morí el 18 de maig de 2012 a Berg, Alta Baviera (Alemanya), als 86 anys.

## Vida personal
L'any 1949, Fischer-Dieskau es va casar amb la violoncel·lista Irmgard Poppen. Van tenir tres fills: Mathias (director d'escena), Martin (director d'orquestra), i Manuel (violoncel·lista). Irmgard va morir en 1963 per complicacions posteriors al part del seu tercer fill. Després, Fischer-Dieskau es va casar amb l'actriu Ruth Leuwerik des de 1965 fins a 1967 i amb Kristina Pugell des de 1968 fins a 1975. L'any 1977 es va casar amb la soprano Julia Varady.
Des de 1949 vivia en un barri residencial als afores de Berlín Occidental.
| « | Vaig ser un vidu i he patit molt en la meua vida, i vaig ser un soldat, que va ser el pitjor de tot. Però és bona cosa haver viscut una vida que ha tingut bones conseqüències. | » |

## Discografia parcial
Dietrich Fischer-Dieskau és un dels artistes que més enregistraments ha fet. Algunes obres les ha enregistrades, a més, diverses vegades. En repertori liederístic, les seues interpretacions es consideren obres de referència. Va enregistrar pràcticament tots els lieder de Schubert, Brahms i Richard Strauss, la major part dels de Mozart, Schumann, Mendelssohn, Liszt i Wolf, i un gran nombre d'altres compositors, des de Bach fins a Henze.

### Com a cantant
Fischer Dieskau va enregistrar principalment per a les discogràfiques EMI, DG i ORFEO.
- Bach:
  - Cantates, amb Karl Richter per a Polygram.
  - Jesús i parts de baix en les Passions amb un ample ventall de directors, com Karajan, Klemperer, Furtwängler o K. Richter. Destaca l'enregistrament de la Passió segons Sant Mateu, BWV 244, dirigit per Klemperer en 1962. També és d'alta qualitat el dirigit per K. Richter. I la Passió segons Sant Joan, BWV 245, dirigit per K. Forster, amb la Simfònica de Berlín (1959).
- Beethoven:
  - Fidelio: Destaquen tant l'enregistrament fet amb Bernstein amb l'Orquestra Filharmònica de Viena, com la de Fricsay amb l'Orquestra de la Radiodifusió de Baviera.
  - L'any 1966, en plenitud de les seues facultats vocals, va enregistrar cançons de Beethoven: An Die ferne Gelibte (A l'estimada llunyana), OP. 98, i lieder (Adelaide; l'amante impaziente; Es war einmal eet König; In questa tomba fosca; Maigesang; Zartliche Liebe) , amb Demus al piano.
- Berg. Enregistrament històric i d'excel·lent qualitat és el seu Wozzeck dirigit per K. Böhm amb el Cor i Orquestra de l'Òpera Alemanya de Berlín (1964), i la seua interpretació del doctor Schön en Lulú (versió en dos actes), del mateix director i orquestra.
- Brahms:
  - Un Rèquiem Alemany, OP. 45. Destaca l'enregistrament que va fer amb Rudolf Kempe i l'Orquestra Filharmònica de Berlín (1955), EMI Références; també és clàssica la d'Otto Klemperer i l'Orquestra Philarmonia, per a Angel.
  - Liebeslieder, (Cançons amoroses) op. 52, i Neue Liebeslieder (Noves cançons amoroses), op. 65 per a DG, en un destacat enregistrament, amb altres cantants (Edith Mathis, Brigitte Fassbaender i Peter Schreier) i els pianistes Karl Engel i Wolfgang Sawallisch.
  - Quatre cants seriosos, op. 121, 'Lieder', amb Jörg Demus, piano, per a DG, enregistrament de finals dels seixanta. Els Vier ernste Gesänge els havia enregistrat ja amb anterioritat, en un concert públic de 1958, amb G. Moore, àlbum per a Orfeo.
  - Deutsche Volkslieder (Cançons folklòriques alemanyes), enregistrades junt amb E. Schwarzkopf i G. Moore. Aquest és una enregistrament de referència, perquè pocs cantants poden igualar-se a Schwarzkopf i Fischer-Dieskau en la seua imaginació musical i pregona coneixença dels textos que estan interpretant.
- Britten. Destaquen dos enregistraments que va fer amb el mateix compositor com a director:
  - Songs and Proverbs of William Blake, op. 74, cicle sobre poemes de William Blake que va ser compost en especial per a Fischer-Dieskau, el qual aporta una interpretació ideal.
  - War Requiem, OP. 66, enregistrament històric de 1963.
- Domenico Cimarosa: Il matrimonio segreto (El matrimoni secret), amb Barenboim i l'Orquestra de Cambra Anglesa, DG. enregistrament de 1976, mereix la màxima valoració en la guia Penguin de 1993. Interpreta el paper de D. Geronimo.
- Claude Debussy. De referència és l'enregistrament de l'enfant prodigue, per a Orfeo, amb l'orquestra de la Ràdio de Stuttgart i dirigit per Gary Bertini; en aquesta cantata, interpreta al pare del fill pròdig.
- Antonín Dvorák. Destaca l'enregistrament que va fer del seu Rèquiem, op. 89 i sis de les deu Cançons bíbliques, de l'op. 99, amb l'Orquestra Filharmònica Txeca, per a DG.
- Gabriel Fauré: Rèquiem op. 48, dirigit per Cluytens per a EMI.
- Joseph Haydn: oratoris
  - Die Schöpfung (La Creació), amb Karajan en 1969, que va reunir un conjunt de solistes extraordinaris. També és clàssic l'enregistrament amb l'Acadèmia de Sant Martin-in-the-Fields i sir Neville Marriner.
  - Die Jahreszeiten (Les estacions), amb l'Acadèmia de Sant Martin-in-the-Fields i sir Neville Marriner.
- Henze: Elegia per als joves amants, antic registre de la Ràdio de Berlín (1961), dirigit pel mateix autor.
- Hindemith: va enregistrar els papers titulars de
  - Maties el pintor, òpera dirigida per L. Ludwig, fragments, 1961, DG.
  - Cardillac, amb la direcció de Joseph Keilberth, 1968.
- Mahler:
  - Das Lied Von Der Erde, amb Leonard Bernstein i la Filharmònica de Nova York
  - 'Lieder', amb Barenboim al piano, per a EMI
  - Lieder del Camarada errant. D'aquesta obra hi ha diverses versions, totes elles excel·lents. Versions amb orquestra: dirigit per W. Furtwängler i l'Orquestra Philharmonia en 1949; per Rafael Kubelik i l'Orquestra Simfònica de la Ràdio de Baviera en 1970, en plenitud de facultats vocals. Versions amb piano: amb Leonard Bernstein.
  - 4 Rückert Lieder (UM Mittelnacht; Ich atmet' einen afronten Duft; Blicke Mir nicht in die Lieder; Ich bet der Welt). Versió amb orquestra, dirigida per K. Böhm i la Filharmònica de Berlín.
  - Des Knaben Wunderhorn (La trompa màgica de la joventut), amb Barenboim al piano, per a Sony
- Frank Martin: Cal destacar els 6 Monologues from Everyman; The Tempest (també Egk, The temptation of St Anthony), amb la Filharmònica de Berlín i dirigit per Martin, per a DG. La guia Penguin de 1991 va considerar que era una interpretació clàssica d'un dels grans cicles de cançons del segle xx.
- Mozart:
  - La flauta màgica. Hi ha tres enregistraments destacats. En els de Fricsay (1954) i K. Böhm és un excel·lent i divertit Papageno; en la de Georg Solti, un superb narrador.
  - Les bodes de Barber, amb K. Böhm (1968).
  - Don Giovanni, amb Fricsay i K. Böhm.
  - Missa núm. 16 en Do, Missa de la Coronació, K. 317; Vesperae solennes de confessore en Do, K. 339. enregistrament de 1977, amb l'Orquestra Simfònica de la Ràdio de Baviera, sota la direcció de Jochum.
- Carl Orff: Carmina Burana, Jochum dirigeix al Cor i Orquestra de l'Òpera Alemanya de Berlín, per a la DG. És un enregistrament distingit, amb cants interpretats per Fischer-Dieskau de forma refinada, però no en excés, fins al punt que, en la tavernària cançó de l'Abat (Ego sum Abbas),  és tan aspre que per un moment resulta irrecognoscible.
- Schubert:
  - Deutsche Messe (Missa alemanya i oració al Senyor), D. 872; Himne a l'Esperit Sant, D. 964; Salm núm. 23, Senyor és el meu pastor (Gott ist mein Hirt), D. 706; Salm núm. 92, D. 953; Salve Regina. enregistrament destacat, amb la capella Bavariae, membres de l'Orquestra Simfònica i Cor de la ràdio de Baviera i la direcció de Sawallisch.
  - Missa Solemnis i Misses núm. 4 en do major, D. 452, i Mi bemoll major, amb Sawallisch i l'Orquestra Simfònica de la Ràdio de Baviera, amb la direcció de Sawallisch.
  - Lieder: Dietrich Fischer-Dieskau va enregistrar, en els anys 1960 i 1970, la integral dels lieder de Schubert, amb G. Moore, per a DG. Amb Alfred Brendel va enregistrar una sèrie de lieder foscos o meditatius, per a Philips (Auflörung; Der Einsame; Gesänge de Harfnes…). Els enregistraments amb Gerald Moore són sempre excel·lents, de referència, en particular quan es tracta dels tres grans cicles de cançons: La bella molinera, Viatge d'hivern i El cant del cigne.
    - Die Schöne Müllerin (La bella molinera). La va enregistrar diverses vegades. De referència, els dos enregistraments amb G. Moore: un de 1951-1957, i un altre de 1972, ambdós són excel·lents, el de 1972 és considerada una versió clàssica, un dels millors enregistraments de la història. En 1968 la va enregistrar amb Demus.
    - Winterreise (Viatge d'hivern), D. 911 (cicle de cançons). L'enregistrament amb G. Moore al piano (1951-1957), per a Angel, és d'excepcional qualitat. Va tornar a enregistrar amb ell a principis dels setanta, amb la veu encara en la seua plenitud, però havent aprofundit en el seu coneixement d'aquest gran cicle de cançons. També va enregistrar aquest cicle amb Demus per a DG, i amb Alfred Brendel.
    - Schwanengesang (El cant del cigne), col·lecció de lieder. Destaquen tres enregistraments, els dos amb G. Moore, el de 1951-1957 i el de principis dels seixanta; i el de Brendel.
- Schumann:
  - Dichterliebe, op. 48 (cicle de cançons), Liederkreis, op. 39 (cicle de cançons), i Myrthen Lieder, op. 25 (entre els quals es troba la famosa cançó Widmung, és a dir, Devoció), amb Christoph Eschenbach al piano, per a la DG. Són enregistraments destacats, de mitjan dècada de 1970. Igualment solvents són els enregistraments de Dichterliebe i Liederkreis amb A. Brendel i el Liederkreis, amb G. Moore.
  - Escenes del Faust de Goethe, amb l'Orquestra de Cambra Anglesa i la direcció de Britten. Mereix la màxima estimació en la guia Penguin, amb una vívida interpretació i magnífica música.
- Dmitri Xostakòvitx:
  - Suite sobre versos de Michelangelo Buonarroti i Quatre versos del capità Lebyadkin, amb Vladímir Aixkenazi i l'Orquestra simfònica de la Ràdio de Berlín per a Polygram
  - Simfonia núm. 14 amb Bernard Haitink i l'Orquestra Concertgebouw per a Decca
- Richard Strauss:
  - Elektra, amb K. Böhm (1960), interpreta a Orestes.
  - Arabella, amb J. Keilberth (1963), és una enregistrament en viu, en què interpreta a Mandryka.
  - Capriccio, amb l'Orquestra Philharmonia i la direcció de W. Sawallisch. És un destacat enregistrament de 1957-1958. Interpreta a Olivier.
  - Cançons: 5 Lieder, OP. 32; Gefunden; Heimkehr; Heimliche Aufforderung; Ich liebe dich; Morgen!; Die Nacht; Nichts; Ruhe, meine Seele!; Schlechtes Wetter; Schlichte Weissen, OP. 21/1-5; Ständchen; Traum durch Die Dämmerung; Waldesfahrt; Winternacht, per a DG amb Sawallisch, en una de les interpretacions millors i més belles del cantant.
- Verdi:
  - Un ballo in maschera (Un ball de màscares) (en alemany, amb Fritz Busch
  - La Traviata, amb Lorin Maazel, de 1968, per a Decca, interpreta al baró Douphol.
  - Falstaf, amb Bernstein i la Filharmònica de Viena (1965), CBS.
  - Macbeth, amb W. Sawallisch (Festival de Salzburg)
  - Rigoletto amb Rafael Kubelik i l'Orquestra del Teatre La Scala, per a DG. És enregistrament d'excel·lent qualitat, 1963. Interpreta el paper titular de l'obra.
  - Don Carlos, amb G. Solti dirigint, Covent Garden, versió italiana en 5 actes, 1965, per a Decca. Interpreta el paper de Rodrigo.
- Wagner:
  - Der fliegende Höllander (Der fliegende Holländer), amb Franz Konwitschny, Òpera de Berlín (1960), per a EMI.
  - Tannhäuser, en el paper de Wolfram, sota la direcció de J. Keilberth en 1954, enregistrament en viu, per a Arkadia; i amb F. Konwitschny el 1960, per a EMI.
  - Hi ha dos enregistraments destacats de Lohengrin amb participació de Fischer-Dieskau. D'excepcional qualitat és l'enregistrament per a Decca, amb Plácido Domingo, l'Orquestra Filharmònica de Viena i la direcció de Solti (1986), que és, a dir de la guia Penguin de 1993, una de les glòries de la carrera de Solti; en aquest enregistrament Fischer-Dieskau canta el breu però vital rol de l'herald. També cal destacar l'enregistrament amb l'orquestra Filharmònica de Viena i la direcció de Kempe, de 1963, en què Fischer-Dieskau interpreta a Telramund; junt amb Christa Ludwig com Ortrud creen un Acte II excepcional. També va enregistrar aquesta òpera sota la direcció d'E. Jochum, en una representació pública al Festival de Bayreuth, 1954, Arkadia, en el paper de l'herald.
  - Der Ring des Nibelungen (Der Ring des Nibelungen). d'absoluta referència són els enregistraments de Solti i la Filharmònica de Viena i la de Karajan, amb la Filharmònica de Berlín (1967-1970).
  - Das Rheingold, amb Karajan (1968, DG), en la que crea un Wotan brillant i memorable, viril i expressiu.
  - Götterdämmerung, amb Solti i l'Orquestra Filharmònica de Viena (Decca). En aquest destacat enregistrament, Fischer-Dieskau aconsegueix el que és gairebé impossible: un Gunther interessant, fins i tot simpàtic.
  - Fischer-Dieskau ha enregistrat diverses vegades el Kurwenal de Tristan und Isolde. D'excepcional qualitat és l'enregistrament que va fer amb l'Orquestra Philharmonia i la direcció de Furtwängler en 1952: igualment va enregistrar en 1981 amb Carlos Kleiber com a director.
  - Els mestres cantors de Nuremberg, amb Jochum i l'Orquestra de l'Òpera estatal de Berlín per a DG (1975), interpreta a Hans Sachs.
  - Parsifal. Amb l'Orquestra Filharmònica de Viena i la direcció de Solti (1973), Decca, en el paper d'Amfortas.
- H.Wolf. De referència són les seues versions de lieder de Wolf:
  - Els Lieder Mörike, amb G. Moore, dos enregistraments en concerts públics, un de 1957 i un altre de 1961.
  - Els Lieder Eichendorff, amb Sawallisch en un concert públic de 1975.
  - A mitjan dècada de 1970 va enregistrar una selecció de Lieder de Goethe i Mörike amb Barenboim al piano.
  - Italianisches Liederbuch (1966-1967) i Spaniches Liederbuch, junt amb E. Schwarzkopf i G. Moore.

### Com a director d'orquestra
- Mahler, Gustav, Das Lied von der Erde
- Strauss, Richard, Àries de Salomé, Ariadne auf Naxos, Die Liebe Der Danae, i Capriccio, amb Julia Varady i l'Orquestra Simfònica de Bamberg (Orfeo).

## Curiositats
- Ha donat nom a un asteroide, el 42482.
- Sa mare descendia dels Von Dieskau, que van encarregar una cantata a Johann Sebastián Bach.